# Halima Nosirova
Halima Nosirova (en ouzbek : Halima Nosirova ; en russe : Халима Насырова ; en anglais : Khalima Nasyrova), née le 21 décembre 1913 près de Kokand et morte le 3 janvier 2003 à Tachkent, est une chanteuse soviétique et ouzbèke de musique ouzbèke. Elle est également actrice de théâtre en 1927 et est une artiste populaire de l'URSS,.

## Biographie
Elle naît le 21 décembre 1913 (selon d'autres sources, le 7 décembre 1912) dans le village de Taglyk, près de Kokand (aujourd'hui dans la province de Ferghana en Ouzbékistan),,,,. Elle est le neuvième enfant de la famille et a été élevée dans un orphelinat.
De 1924 à 1927, elle étudie à l'École technique de théâtre de Bakou (aujourd'hui l'université d'État de la culture et des arts d'Azerbaïdjan) avec un groupe de jeunes Ouzbeks,,,. De 1934 à 1937, elle étudie au Studio d'opéra ouzbek du Conservatoire de Moscou,,,. À partir de 1927, elle est actrice au Théâtre central d'État ouzbek de Samarcande (à partir de 1929, au Théâtre dramatique d'État ouzbek portant le nom de Hamza à Tachkent et, à partir de 2001, au Théâtre dramatique académique national d'Ouzbékistan),,,.
De 1930 à 1986, elle est soliste au Théâtre ouzbek de musique et d'art dramatique (à partir de 1939, au Théâtre d'État ouzbek d'opéra et de ballet, aujourd'hui Théâtre Navoï) à Tachkent,. Elle devient soliste principale en 1939 et se produit aussi bien dans le répertoire classique que dans les opéras nationaux ouzbeks. Elle se produit également en tant que chanteuse de concert, interprétant des chansons folkloriques ouzbèkes ainsi que des chansons d'autres nations, notamment tadjikes, kazakhes, arméniennes, azerbaïdjanaises, chinoises, russes, ukrainiennes et autres.
Elle effectue des tournées à l'étranger, notamment en Allemagne de l'Est, en Chine, en Inde, en Indonésie, en Iran et dans d'autres pays. De 1979 à 1986, elle enseigne au département de musique orientale du conservatoire de Tachkent. Elle est députée de la 5e convocation convocation du Soviet suprême de l'URSS.
Elle meurt le 3 janvier 2003 à Tachkent, à l'âge de 89 ans et est enterrée au cimetière de Chig'atoy,.